# Huevo del reloj de la serpiente azul
El huevo del Reloj de la Serpiente Azul es un huevo Imperial Fabergé, uno de una serie de cincuenta y dos huevos enjoyados elaborados con supervisión de Peter Carl Fabergé para la Familia Imperial Rusa. Contiene un reloj y es un diseño que Fabergé copió para el huevo de la Duquesa de Marlborough en 1902. La mayoría de los estudios de Fabergé publicados antes de 2008 asignaron la creación del huevo a 1887, aunque con algunas reservas notables debido a las inconsistencias entre el huevo del Reloj de la Serpiente Azul y las descripciones contemporáneas del huevo de 1887. El redescubrimiento en 2012 del Tercer Huevo Imperial de 1887, anunciado al mundo en marzo de 2014, validó la teoría de que el Reloj de la Serpiente Azul fue elaborado y entregado en 1895 al entonces Zar de Rusia, Nicolás II. Actualmente es propiedad del Príncipe Alberto II y se encuentra en Mónaco.

## Diseño
La elaboración de este huevo imperial se atribuye a Michael Perkhin de la tienda Fabergé. El huevo descansa sobre una base de oro con esmalte blanco opalescente. Los tres paneles de la base presentan motivos de oro en relieve en cuatro colores, que representan las artes y las ciencias. Una serpiente, engastada con diamantes, se enrolla alrededor del soporte que conecta la base con el huevo y sube hacia su centro. La cabeza y la lengua de la serpiente señalan la hora, que se indica en números romanos en una banda blanca que rodea el huevo cerca de la parte superior. Esta banda gira dentro del huevo para indicar el tiempo, en lugar de que la serpiente gire alrededor del huevo. 
Este es el primero de los huevos Fabergé que presentan un reloj en funcionamiento. La mayor parte del huevo está esmaltado en azul translúcido y tiene bandas y diseños dorados con incrustaciones de diamantes que rodean la parte superior e inferior del huevo. A cada lado del huevo, un asa de oro esculpida se arquea en forma de "C", unida al huevo en la parte superior, cerca del ápice y en la mitad inferior del huevo, cerca del centro. No contiene zafiros, mientras que las descripciones del huevo de 1887 de los Archivos Históricos del Estado Ruso, el inventario de 1917 del tesoro imperial confiscado y los documentos de transferencia de 1922 para el traslado del huevo del Palacio Anichkov al Sovnarkom describen un huevo que contiene zafiros (el Tercer Huevo Imperial recuperado en 2012 contiene zafiros y se ajusta consistentemente a las descripciones asociadas con el huevo de 1887).
El huevo está hecho de oro de varios colores, diamantes y esmalte translúcido azul real y blanco opalescente.
Tiene forma de ánfora, esmaltada en azul translúcido sobre fondo guilloché; las dos asas están decoradas con hojas de acanto y diamantes.
La esfera anular móvil es una banda horizontal esmaltada en blanco con bordes de oro engastados con diamantes y números romanos, también engastados con diamantes; una serpiente tachonada de diamantes se enrosca alrededor del pie del ánfora y apunta su cabeza hacia arriba, su lengua en forma de flecha indica la hora.
Se trata del primer huevo imperial dotado de un reloj que funciona.
El huevo descansa sobre un alto pedestal de tres lados, esmaltado en blanco opalescente y decorado con relieves en cuatro colores que representan las artes y las ciencias.

## Historia
No se sabe cuándo o cómo el Zar ordenó el huevo de Pascua a Fabergé, pero el Zar Nicolás II le regaló este huevo a María Feodorovna el día de Pascua de 1895. Estuvo alojado en el Palacio Anichkov hasta la revolución de 1917. Junto con los otros huevos de Fabergé en el palacio, el Huevo del Reloj de la Serpiente fue trasladado al Palacio de la Armería del Kremlin a mediados de septiembre de 1917. En 1922, el huevo probablemente se transfirió al Sovnarkom, donde se mantuvo hasta que se vendió en el extranjero a Michel Norman de Australian Pearl Company.
Entre 1922 y 1950, el huevo fue comprado por Emanuel Snowman de Wartski, vendido y recomprado por Wartski. Wartski volvió a vender el huevo en la víspera de Navidad de 1972 a Stavros Niarchos por 64 103 libras esterlinas. Luego, fue entregado en 1974 al príncipe Rainiero III de Mónaco para honrar su Jubileo de Plata. Este desconocía su procedencia hasta que fue prestado a una exposición. Tras la muerte de Rainiero III en 2005, fue heredado por su hijo, el príncipe Alberto II.
Durante mucho tiempo se pensó que este huevo era el Huevo del reloj de 1887. Sin embargo, investigaciones de 2008-2014 han demostrado de manera concluyente que es de 1895. Fabergé creó un huevo muy similar en 1902, el Huevo de la Duquesa de Marlborough para Consuelo Vanderbilt. Ese huevo de reloj es más grande que el huevo de reloj de la serpiente azul y está esmaltado en color rosa, en lugar de azul.